# White Caps Turnhout
White Caps Turnhout je belgický klub ledního hokeje z Turnhoutu. Vznikl v roce 1981 a hraje nejvyšší belgickou hokejovou ligu. Vítězem ligy se stal v letech 2006, 2007 a 2008.
Klubovými barvami jsou modrá a bílá. Domácí zápasy hraje klub na stadionu Kempisch ijsstadion.